# 플립 고든
트래비스 고든 로프스 주니어(영어: Travis Gordon Lopes Jr., 1991년 12월 12일 ~ )는 링네임 플립 고든(Flip Gordon)으로 잘 알려진 미국의 프로레슬링 선수이다. 현재 캐오틱 레슬링과 링 오브 아너에서 활동하고 있다.